# ولفزبین (کمیک)
وُلفزبِین (به انگلیسی: Wolfsbane) با نام اصلی رِین سینکلر، یک شخصیت خیالی ابرقهرمان در کتاب‌های کامیک منتشر شده توسط مارول کامیکس است، که اغلب با گروه مردان ایکس مرتبط است. شخصیت ولفزبین توسط نویسنده کریس کلیرمونت و طراح باب مک‌لئود خلق شده‌است؛ که برای نخستین بار در شمارهٔ ۴ از مجموعه رمان گرافیکی مارول: جهش‌یافته‌های جدید (۱۹۸۲) حضور پیدا کرد.
ولفزبین عضو یکی از زیرشاخه‌های بشریت با نام جهش‌یافته‌ها به‌شمار می‌رود که با توانایی تبدیل به گرگی انسان‌نما، حالتی ما بین گرگ و انسان شبیه به گرگینه به دنیا آمده‌است. او در ابتدا یکی از اعضای جهش‌یافته‌های جدید بود و سپس عضو گروه‌هایی شامل اکس-فکتور، اکس‌کالیبور و اکس-فورس شد.
میسی ویلیامز در فیلم جهش‌یافته‌های جدید (۲۰۲۰) به کارگردانی جاش بون وظیفه بازی در این نقش را بر عهده داشت.

## زندگینامه ساختگی شخصیت
رین سینکلر در کشور اسکاتلند به دنیا آمده بود. او فرزند کشیشی به نام رِورِند کریگ و یک روسپی بود. او از دید والدینش فرزندی ناخواسته محسوب می‌شد و مادرش زمانی که او را به دنیا آورد جان سپرد. رین تبدیل به یک محجور کلیسا گشت و مسئولیت مردی که از قضا پدرش بود (او برای سال‌ها از این مسئله بی‌خبر ماند) را بر عهده گرفت. کریگ یک بنیادگرای مذهبی با ایمان بسیار بالا بود، اما از طرفی بی‌رحم نیز بود و اغلب وقت خود را به خوردن نوشیدنی‌های الکلی مشغول بود. زمانی که مشخص شد او یک جهش‌یافته‌است، رِورِند کریگ بسیار خشمگین شد و با گردآوری گروهی از پیروان متعصب مذهبی قصد داشت رین را شکار کرده و با به چوب کشیدن به آتش بکشد. اما رِین در نهایت از چنگ پدرش فرار نمود و توسط دکتر مویرا مک‌تاگرت، یکی از دوستان صمیمی پروفسور چارلز گزاویه نجات پیدا کرد. مویرا بعدها به صورت قانونی رین سینکلر را به فرزندخواندگی پذیرفت و او را به تسهیلات تحقیقاتی خود در جزیره آورد و در نهایت او را بزرگ کرد.